# Staurosiraceae
Famille
Les Staurosiraceae sont une famille d'algues de l'embranchement des Bacillariophyta (Diatomées), de la classe des Bacillariophyceae et de l’ordre des Fragilariales.

## Étymologie
Le nom de la famille vient du genre type Staurosira, formé du préfixe staur-, « pieu ; palissade », et du suffixe -sir, « corde ; chaine », en référence à la forme des colonies de cette diatomée.

## Systématique
La famille des Staurosiraceae a été créée en 2016 par la phycologue allemande Linda K. Medlin (d) dans une publication coécrite avec le biologiste français Yves Desdevises (d),.

## Description
Les Staurosiraceae se présentent, en « vue de ceinture », sous la forme de frustules rectangulaires à carrés, souvent en chaînes rubanées, généralement avec deux plastes. Aucune espèce épiphyte n'a été signalée dans ce clade. Ces organismes sont planctoniques ou benthiques (épipéliques [sur la boue ou la vase], épipsammiques [sur le sable] ou épilithiques [sur la roche]). Les valves qui varient de la forme linéaire à la forme elliptique, sont araphides(sans raphé) et le sternum peut être étroit à très large. Les stries sont alternées avec des aréoles poroïdes qui peuvent être allongées en fentes, uni ou multisériées.
Les processus labiaires sont variables : très réduits chez Plagiostriata ou absents dans les genres Nanofrustulum, Opephora, Pseudostaurosira, Pseudostaurosiropsis, Punctastriata (de la famille des Fragilariaceae), Stauroforma, Staurosira, Staurosirella, ce qui est la caractéristique déterminante de cette famille. 
Les zones de pores apicaux, non bordée par un rebord, sont variables, allant de l'absence totale de pore, à la présence de un ou deux pores, ou à une zone de pores plus ou moins large. La plupart des genres ont des épines sur ou entre les stries. Les bandes de ceinture peuvent être simples, à perforées par une seule rangée de pores ; parfois elles sont munies de plaques.

## Distribution
Les taxons de cette famille sont principalement d'eau douce, bien que Nanofrustulum soit marin et puisse être endozooïque (vivant à l'intérieur d'un animal).

## Liste des genres
Selon AlgaeBase (3 mai 2022) :
- Nanofrustulum Round, Hallsteinsen & Paasche, 1999
- Opephora P.Petit, 1889
- Plagiostriata S.Sato & Medlin, 2009
- Pseudostaurosira D.M.Williams & Round, 1988
- Pseudostaurosiropsis E.A.Morales, 2001
- Stauroforma R.J.Flower, V.J.Jones & Round, 1996
- Staurosira Ehrenberg, 1843  - genre type
- Staurosirella D.M.Wiliams & Round, 1988

## Publication originale
- (en) L. K. Medlin et Y. Desdevises, « Phylogeny of 'ARAPHID' diatoms inferred from SSU & LSU rDNA, RBCL & PSBA sequences », Vie et Milieu, vol. 66, no 2,‎ janvier 2016, p. 129-154 (ISSN 0240-8759 et 2402-6689, lire en ligne).